# Korczakiana
Korczakiana – pomniki, patronaty, organizacje poświęcone działalności i życiu Janusza Korczaka.

## Pomniki
W Jerozolimie, w Jad Waszem znajduje się pomnik wyrzeźbiony przez Borisa Saktsiera Korczak i Dzieci Getta.
W Warszawie istnieją obecnie cztery pomniki Janusza Korczaka. 1 czerwca 2006 odsłonięto pomnik Janusza Korczaka w pobliżu Pałacu Kultury i Nauki, od strony ul. Świętokrzyskiej. Pomnik doktora z dziećmi znajduje się w Warszawie przy ul. Jaktorowskiej 6 (dawniej Krochmalna 92), przed dawnym Domem Sierot dla dzieci żydowskich w Warszawie. Kolejny znajduje się na cmentarzu żydowskim w Warszawie, od strony ulicy Okopowej. Inny pomnik Korczaka usytuowany jest na ulicy Korkowej (Marysin Wawerski).
Janusza Korczaka upamiętnia również jeden z kamiennych bloków warszawskiego Traktu Pamięci Męczeństwa i Walki Żydów.
14 października 2010 odsłonięto w Suwałkach popiersie Janusza Korczaka, usytuowane przy ulicy jego imienia na osiedlu Centrum Suwalskiej Spółdzielni Mieszkaniowej.

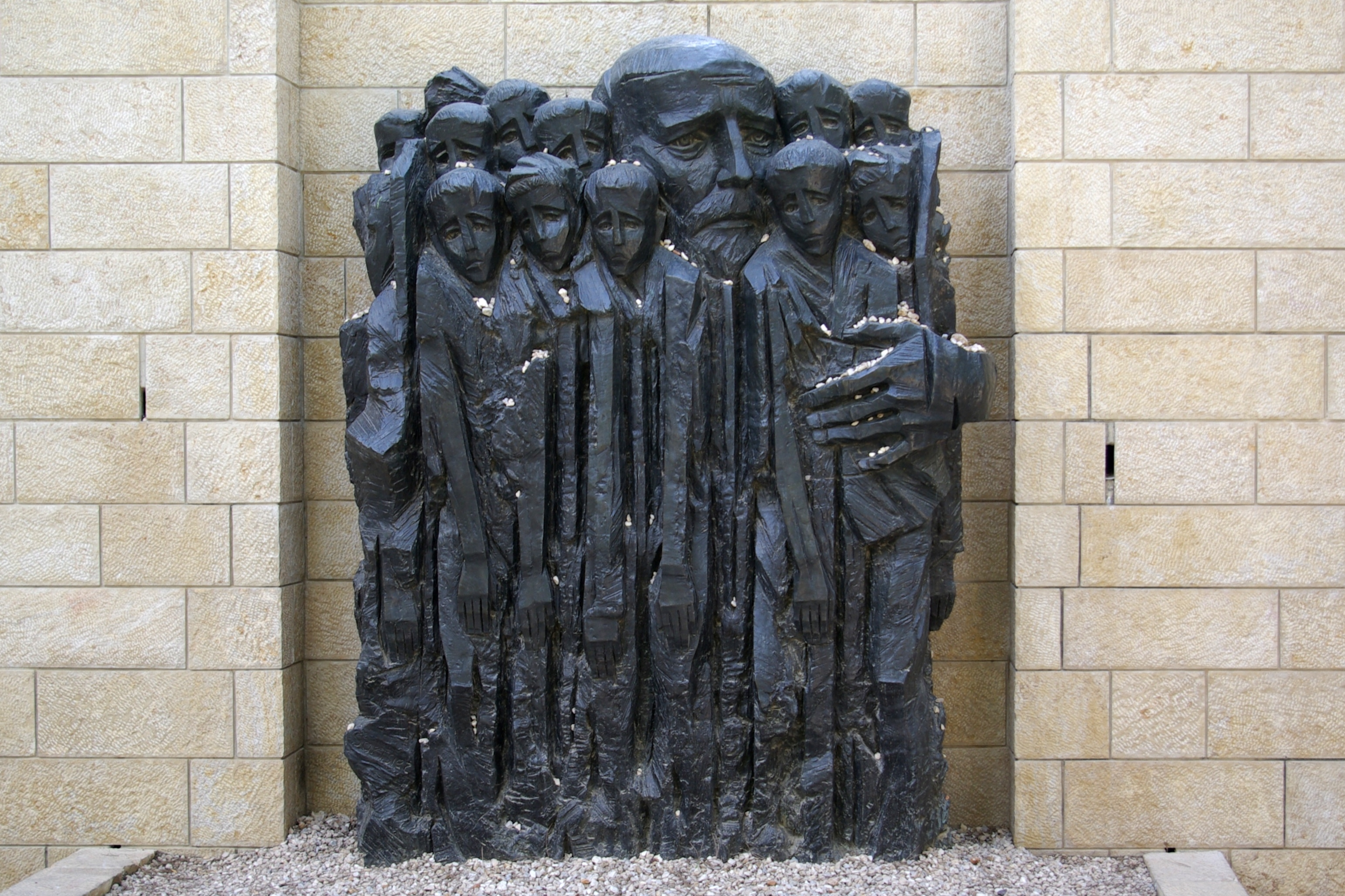
Pomnik Janusza Korczaka z dziećmi w Jad Waszem
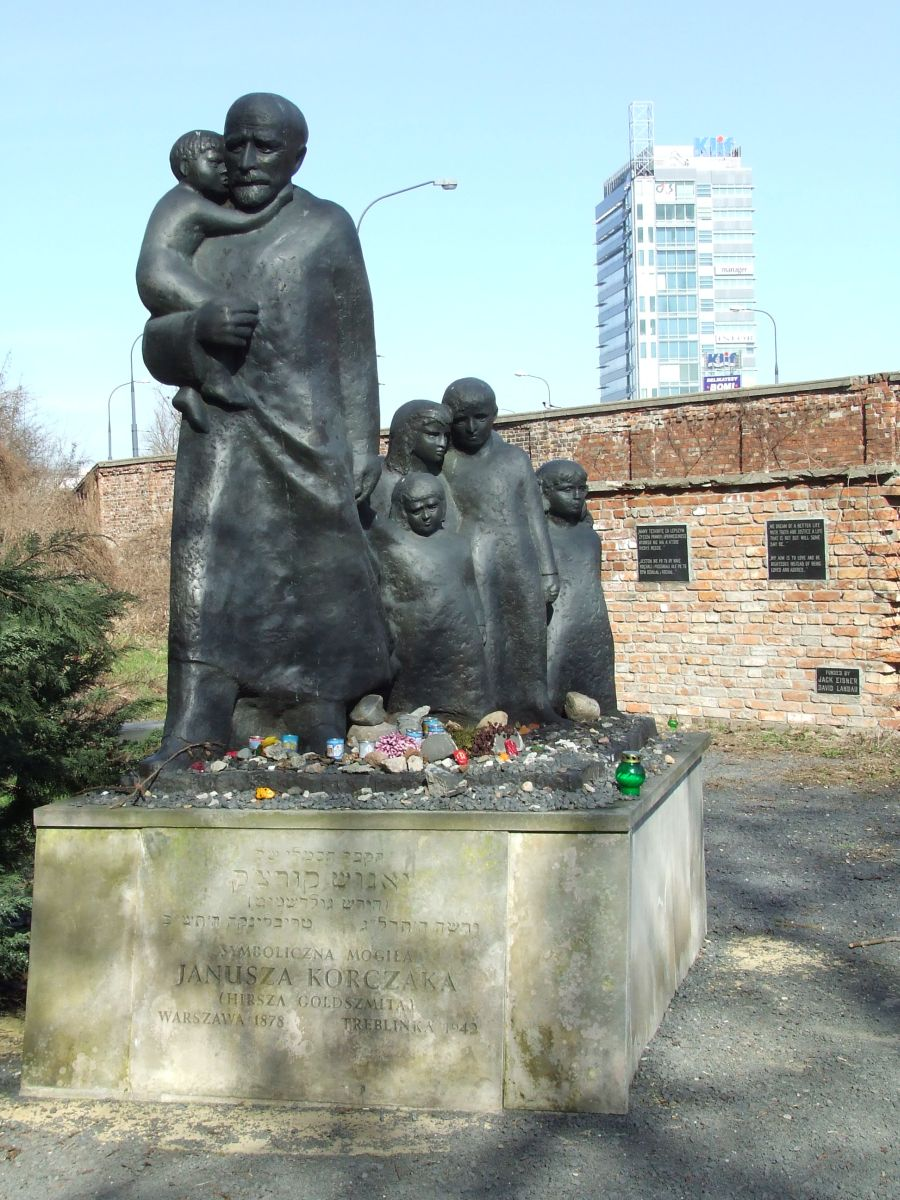
Pomnik na cmentarzu żydowskim w Warszawie
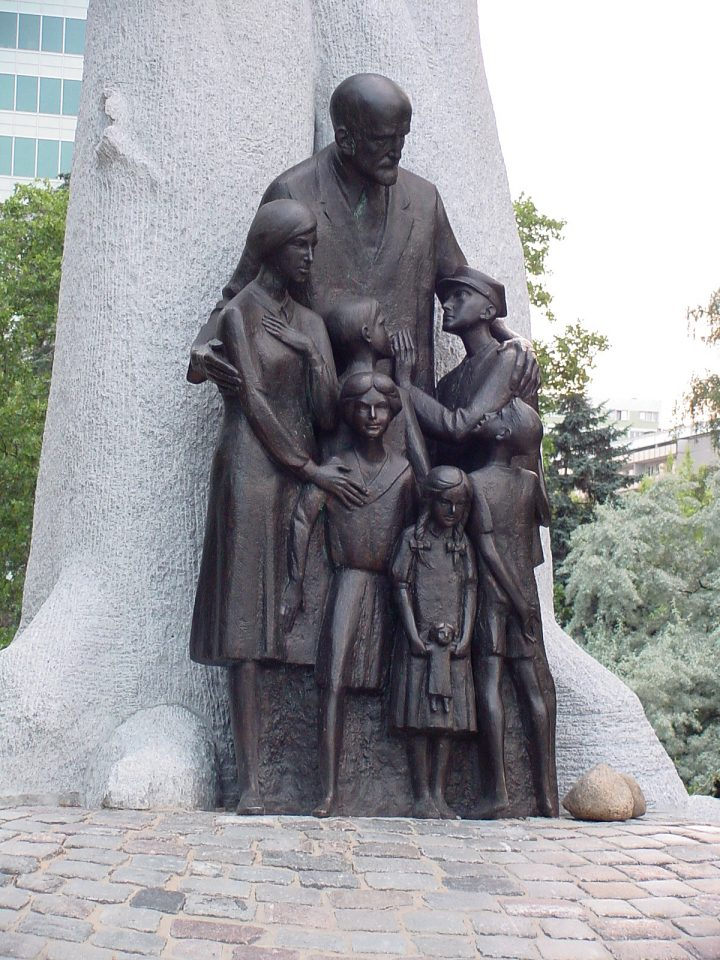
Pomnik w Warszawie
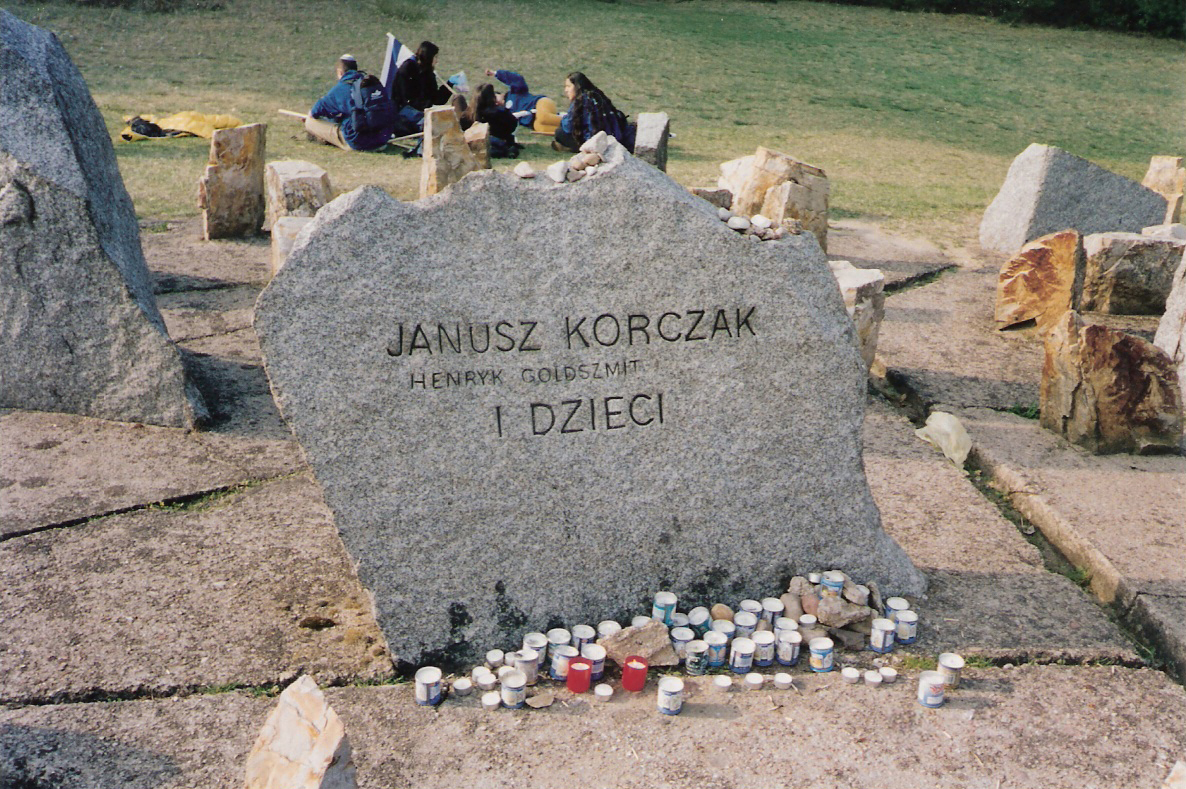
Kamień pamiątkowy w Treblince
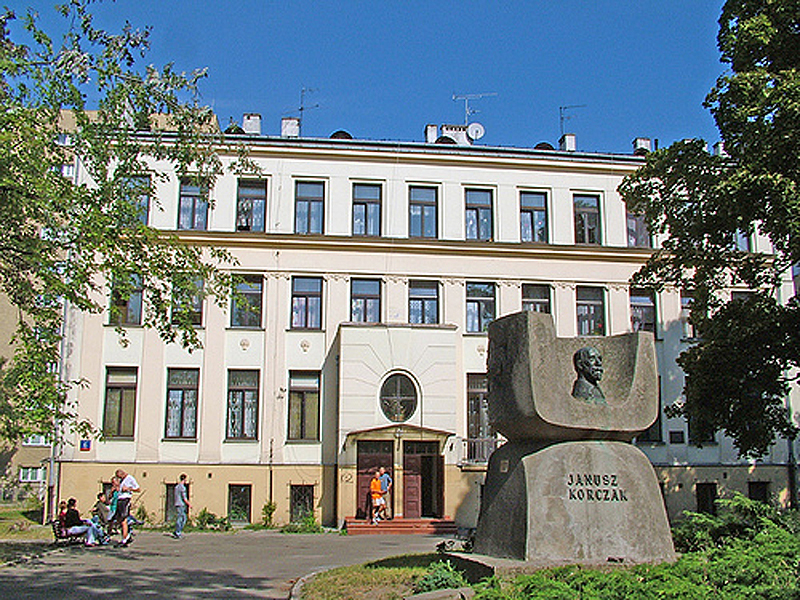
Pomnik Janusza Korczaka w Warszawie przy ul. Jaktorowskiej 6
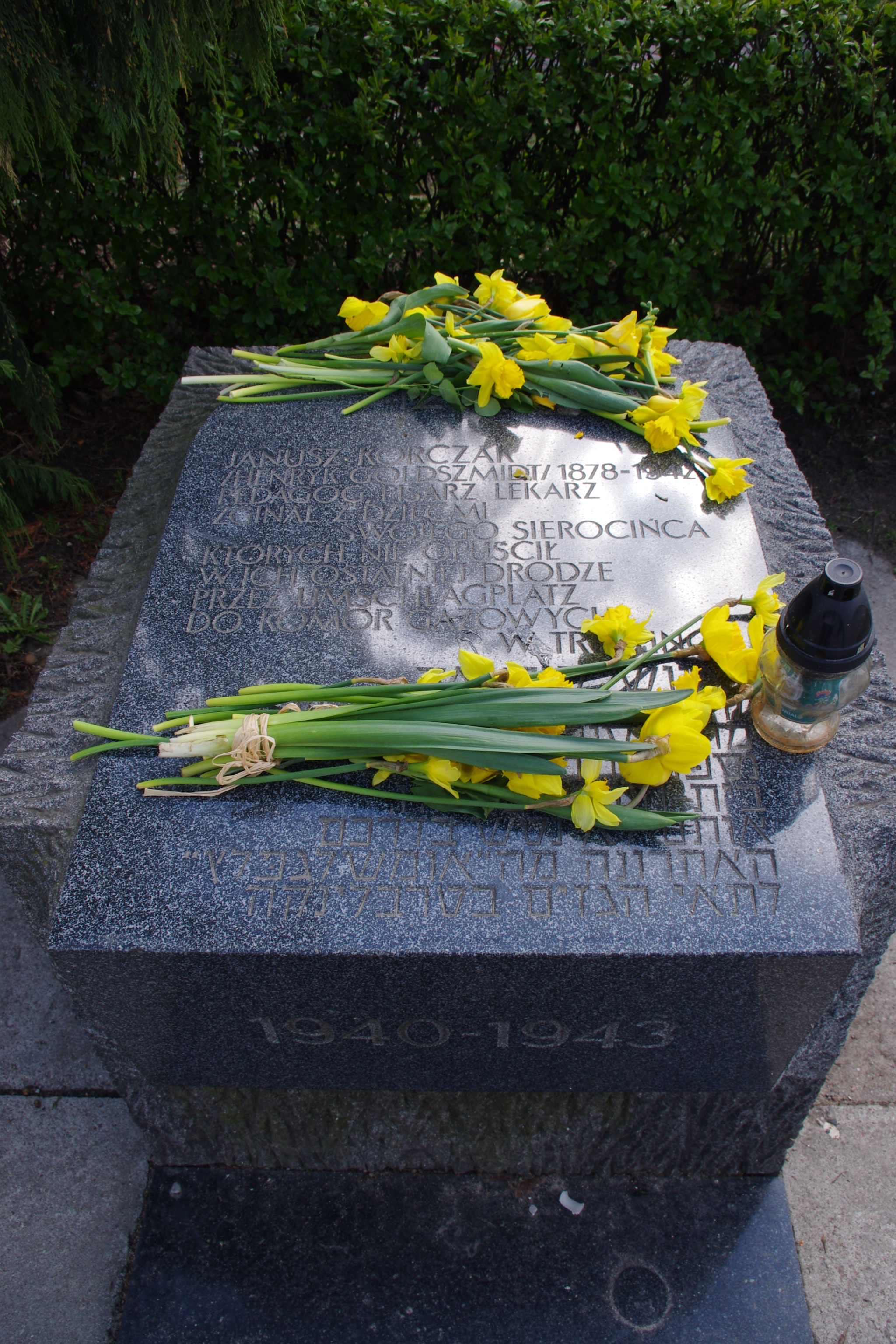
Kamienny blok upamiętniający Janusza Korczaka przy zbiegu ulic Dubois i Stawki w Warszawie

## Dokumentacja i organizacje korczakowskie
- W 1978 powstał Międzynarodowy Komitet im. Korczaka. W Niemczech od ponad 25 lat Korczakiem zajmuje się Erich Dauzenroth, dr filozofii, profesor nauk pedagogicznych na Uniwersytecie Justusa Liebiga w Giessen. Był współzałożycielem Niemieckiego Towarzystwa J. Korczaka i przez 12 lat jego przewodniczącym. Wydał liczne publikacje i rozprawy naukowe, był współwydawcą 16-tomowego OPERA OMNIA Korczaka (w języku niemieckim).
- W 1993 utworzono Ośrodek Dokumentacji i Badań KORCZAKIANUM, od 2001 Oddział Muzeum Historycznego m. st. Warszawy. Ośrodek jest w posiadaniu unikatowych archiwaliów Korczakowskich, prowadzi działalność edukacyjną, badawczą, wydawniczą (m.in. współpracuje przy edycji Dzieł wszystkich Korczaka). Znajduje się w Warszawie, w dawnym Domu Sierot Korczaka, przy ul. Jaktorowskiej 6 (dawniej Krochmalna 92).

## Patronat
- Janusz Korczak jest patronem licznych placówek oświatowych[1] i domów dziecka.
- Uchwałą Sejmu Rzeczypospolitej Polskiej z 16 września 2011 rok 2012 został ustanowiony Rokiem Janusza Korczaka[2][3].
- Na Akademii Pedagogiki Specjalnej w Warszawie utworzono Katedrę UNESCO im. Janusza Korczaka.
- Osiedle im. Janusza Korczaka w dzielnicy Korczak w Kaliszu.
- Osiedle Janusza Korczaka w Lipnie.
- Osiedle Janusza Korczaka w Sobótce k. Wrocławia.
- W Bolesławcu II Liceum Ogólnokształcące im. Janusza Korczaka.
- W Broniewicach Szkoła Podstawowa im. Janusza Korczaka.
- W Bydgoszczy działa od 1961 roku Akademicki Krąg Instruktorski im. Janusza Korczaka.
- W Chojnie (woj. zachodniopomorskie) Gimnazjum im. Janusza Korczaka, funkcjonujące początkowo jako szkoła podstawowa – data nadania szkole imienia: 28 lutego 1963 r.
- W Drzewcach Szkoła Podstawowa im. Janusza Korczaka[4]
- W Działoszynie Szkoła Podstawowa nr 1 im. Janusza Korczaka[4][5].
- W Grudziądzu Szkoła Podstawowa nr 3 im. Janusza Korczaka.
- W Jedlinie-Zdroju Miejska Szkoła Podstawowa im. Janusza Korczaka.
- W Kleszczowie Szkoła Podstawowa im. Janusza Korczaka[4][6].
- W Krapkowicach Zespół Szkół Sportowych nr 1 im. Janusza Korczaka.
- W Kołobrzegu Szkoła Podstawowa nr 6 im. Janusza Korczaka.
- W Krasnobrodzie Sanatorium Dziecięce im. Janusza Korczaka.
- W Lądku-Zdroju Szkoła Podstawowa nr 1 im. Janusza Korczaka.
- W Lędzinach Gimnazjum nr 1 im. Janusza Korczaka.
- W Lubsku Szkoła Podstawowa nr 1 im. Janusza Korczaka.
- W Łodzi znajduje się szpital im. Janusza Korczaka (dawny szpital Anny Marii), Szkoła Podstawowa nr 125 im. Janusza Korczaka, Ośrodek Szkolno-Wychowawczy nr 2 im. Janusza Korczaka, Specjalny Ośrodek Szkolno-Wychowawczy nr 1 im. Janusza Korczaka, Integracyjna Szkoła Podstawowa nr 67 im. Janusza Korczaka[4].
- W Michowicach Szkoła Podstawowa im. Janusza Korczaka[4][7].
- W Mokrej Lewej Szkoła Podstawowa im. Janusza Korczaka[4][8].
- W Mrągowie i Sierpcu działają hufce harcerskie im. Janusza Korczaka.
- W Okupie Małym Szkoła Podstawowa im. Janusza Korczaka[4][9]
- W Piechcinie Szkoła Podstawowa im. Janusza Korczaka.
- W Piotrkowie Trybunalskim Szkoła Podstawowa Specjalna nr 17 im. Janusza Korczaka[4].
- W Popowie Szkoła Podstawowa im. Janusza Korczaka[4][10]
- W Poznaniu działa 74. drużyna harcerska „ESKAPADA” im. Janusza Korczaka.
- W Poznaniu działa 157 Poznańska Drużyna Harcerska im. Janusza Korczaka[11].
- W Raczkowie Szkoła Podstawowa im. Janusza Korczaka[4][12].
- W Radomsku Publiczne Przedszkole nr 2[4][13].
- W Rudzie-Bugaj Szkoła Podstawowa z Oddziałami Integracyjnymi im. Janusza Korczaka[4][14].
- W Sieradzu Specjalny Ośrodek Szkolno-Wychowawczy im. Janusza Korczaka[4][15].
- W Skierniewicach Specjalny Ośrodek Szkolno-Wychowawczy im. Janusza Korczaka[4][16].
- W Słupsku znajduje się Wojewódzki Szpital Specjalistyczny im. Janusza Korczaka.
- W Sobótce k. Wrocławia Szkoła Podstawowa nr 1 im. Janusza Korczaka.
- W Suszcu Szkoła Podstawowa im. Janusza Korczaka.
- W Szczecinie Szkoła Podstawowa nr 54 im. Janusza Korczaka, a przed nią – pomnik Króla Maciusia I, bohatera jednej z książek Janusza Korczaka.
- W Ostródzie Szkoła Podstawowa nr 5 im. Janusza Korczaka.
- W Warszawie działa Wyższa Szkoła Pedagogiczna im. Janusza Korczaka w Warszawie.
- W Wejherowie działa Społeczna Szkoła Podstawowa nr 1 im. Janusza Korczaka[17].
- W Wieluniu II Liceum Ogólnokształcące im. Janusza Korczaka.
- W Wieruszowie Szkoła Podstawowa nr 1 im. Janusza Korczaka[4][18].
- We Wrocławiu funkcjonuje Dolnośląskie Centrum Pediatryczne im. Janusza Korczaka (ul. Kasprowicza).
- W Zielonej Górze działa od 1961 roku drużyna harcerska „Korczakowcy”.
- W Żarach Szkoła Podstawowa nr 2 im. Janusza Korczaka.